# Połajewko
Połajewko – wieś w Polsce położona w województwie wielkopolskim, w powiecie czarnkowsko-trzcianeckim, w gminie Połajewo.
W latach 1975–1998 miejscowość położona była w województwie pilskim.
Przez miejscowość przebiega droga wojewódzka nr 178.